# 4-Stunden-Rennen von Sepang 2024, 1. Rennen

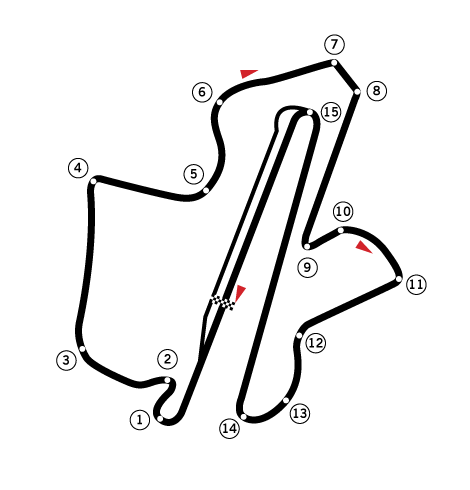
Streckenlayout des Sepang International Circuit

Das erste 4-Stunden-Rennen von Sepang 2024, auch Asian Le Mans Series, 4 hours of Sepang 2024, fand am 6. Dezember auf dem Sepang International Circuit statt und war der erste Wertungslauf der Asian Le Mans Series der Saison 2025.

## Das Rennen
Wie in den Jahren davor fanden die ersten Rennen der Saison bereits im Dezember des Vorjahres statt. Innerhalb von zwei Tagen gab es zwei Wertungsläufe in Sepang. Den ersten Meisterschaftslauf gewann das Trio Fred Poordad/Tristan Vautier/James Allen auf einem Oreca 07. Gemeldet hatte das Fahrzeug RD Limited, der neu gegründete Rennstall des Rennfahrers Romain Dumas. Hinter dem RD-Oreca klassierten sich François Perrodo, Matthieu Vaxivière und Alessio Rovera an der zweiten Stelle. Als Gesamtdritte kamen Aljaksandar Malychin, Harry King und Louis Delétraz ins Ziel. 

## Ergebnisse

### Schlussklassement
| 1               | LMP2 | 30 | RD Limited                | Fred Poordad Tristan Vautier James Allen                 | Oreca 07                     | 103 |
| 2               | LMP2 | 83 | AF Corse                  | François Perrodo Matthieu Vaxivière Alessio Rovera       | Oreca 07                     | 103 |
| 3               | LMP2 | 91 | Pure Racing               | Aljaksandar Malychin Harry King Louis Delétraz           | Oreca 07                     | 103 |
| 4               | LMP2 | 25 | Algarve Pro Racing        | Michael Jensen Malthe Jakobsen Valerio Rinicella         | Oreca 07                     | 103 |
| 5               | LMP2 | 24 | Nielsen Racing            | Naveen Rao Matthew Bell Nicky Catsburg                   | Oreca 07                     | 103 |
| 6               | LMP2 | 20 | Algarve Pro Racing        | Kriton Lendoudis Olli Caldwell Alex Quinn                | Oreca 07                     | 103 |
| 7               | LMP2 | 3  | DKR Engineering           | Georgios Kolovos Laurents Hörr Job van Uitert            | Oreca 07                     | 103 |
| 8               | LMP2 | 50 | AF Corse                  | Jeremy Clarke Patrick Byrne Olivier Pla                  | Oreca 07                     | 103 |
| 9               | LMP3 | 35 | Ultimate                  | Stéphane Lémeret Matteo Quintarelli Bence Válint         | Ligier JS P320               | 98  |
| 10              | LMP3 | 49 | High Class Racing         | Mark Patterson Anders Fjordbach                          | Ligier JS P320               | 98  |
| 11              | LMP3 | 7  | Graff Racing              | Danial Frost James Winslow Alexander Bukhantsov          | Ligier JS P320               | 98  |
| 12              | LMP3 | 26 | Bretton Racing            | Jens Møller Dan Skočdopole Theodor Jensen                | Ligier JS P320               | 98  |
| 13              | LMP3 | 15 | RLR M Sport               | Nick Adcock Ian Aguilera James Dayson                    | Ligier JS P320               | 98  |
| 14              | GT   | 57 | Car Guy                   | Yudai Uchida Esteban Masson Daniel Serra                 | Ferrari 296 GT3              | 98  |
| 15              | GT   | 51 | AF Corse                  | Custodio Toledo Cédric Sbirrazzuoli Riccardo Agostini    | Ferrari 296 GT3              | 98  |
| 16              | GT   | 92 | Manthey EMA               | Ryan Hardwick Riccardo Pera Richard Lietz                | Porsche 911 GT3 R (992)      | 98  |
| 17              | GT   | 28 | AF Corse                  | Massimiliano Wiser Manuel Franco Davide Rigon            | Ferrari 296 GT3              | 98  |
| 18              | GT   | 81 | Winward Racing            | Jules Gounon Gabriele Piana ---- Rinat Salikhov          | Mercedes-AMG GT3 EVO         | 98  |
| 19              | GT   | 74 | Kessel Racing             | Dustin Blattner Ben Tuck Dennis Marschall                | Ferrari 296 GT3              | 98  |
| 20              | GT   | 60 | Proton Competition        | Claudio Schiavoni Matteo Cressoni Alessio Picariello     | Porsche 911 GT3 R (992)      | 97  |
| 21              | GT   | 96 | 2 Seas Motorsport         | Anthony McIntosh Parker Thompson Ben Barnicoat           | Mercedes-AMG GT3 EVO         | 97  |
| 22              | GT   | 12 | Car Collection            | Bashar Mardini James Kell Nico Menzel                    | Porsche 911 GT3 R (992)      | 97  |
| 23              | GT   | 2  | Climax Racing             | Zhou Bihuang Elias Seppänen Ralf Aron                    | Mercedes-AMG GT3 EVO         | 97  |
| 24              | GT   | 89 | EBM                       | Anderson Tanoto Brendon Leitch Marco Sørensen            | Aston Martin Vantage AMR GT3 | 97  |
| 25              | GT   | 77 | Optimum Motorsport        | Morgan Tillbrook Tom Ikin Tom Gamble                     | McLaren 720S GT3             | 97  |
| 26              | GT   | 85 | Iron Dames                | Célia Martin Sarah Bovy Michelle Gatting                 | Porsche 911 GT3 R (992)      | 97  |
| 27              | GT   | 27 | Optimum Motorsport        | Andrew Gilbert Fran Rueda Benjamin Goethe                | McLaren 720S GT3             | 97  |
| 28              | GT   | 9  | GetSpeed                  | Anthony Bartone Steve Jans Fabian Schiller               | Mercedes-AMG GT3 EVO         | 97  |
| 29              | GT   | 19 | Blackthorn                | Claude Bovet Jason Ambrose David McDonald                | Aston Martin Vantage AMR GT3 | 96  |
| 30              | GT   | 21 | Car Collection            | Hash Alex Fontana Yannick Mettler                        | Porsche 911 GT3 R (992)      | 96  |
| 31              | GT   | 14 | Climax Racing             | Lü Wei Ling Kang Lucas Auer                              | Mercedes-AMG GT3 EVO         | 96  |
| 32              | GT   | 42 | Prime Speed Sport         | René Heremana Malmezac Nick Foster Jono Lester           | Lamborghini Huracán GT3 EVO2 | 96  |
| 33              | GT   | 82 | AF Corse                  | Charles-Henri Samani Conrad Laursen Nicolás Varrone      | Ferrari 296 GT3              | 95  |
| 34              | LMP2 | 11 | Proton Competition        | Alexander Mattschull Jonas Ried Mathias Beche            | Oreca 07                     | 92  |
| 35              | GT   | 79 | Tsunami RT                | Johannes Zelger Fabio Babini Daniel Gaunt                | Porsche 911 GT3 R (992)      | 90  |
| Disqualifiziert |      |    |                           |                                                          |                              |     |
| 36              | LMP2 | 22 | Proton Competition        | Giorgio Roda Vladislav Lomko Tom Dillmann                | Oreca 07                     | 103 |
| Ausgefallen     |      |    |                           |                                                          |                              |     |
| 37              | GT   | 16 | Winward Racing            | Maro Engel ---- Viktor Shaytar ---- Sergey Stolyarov     | Mercedes-AMG GT3 EVO         | 34  |
| 38              | GT   | 10 | Manthey                   | Antares Au Klaus Bachler Joel Sturm                      | Porsche 911 GT3 R (992)      | 31  |
| 39              | LMP3 | 43 | Inter Europol Competition | Steve Brooks Kévin Rabin Mikkel Kristensen               | Ligier JS P320               | 31  |
| 40              | GT   | 87 | Origine Motorsport        | Yuan Bo Leo Ye Hongli Laurin Heinrich                    | Porsche 911 GT3 R (992)      | 20  |
| 41              | LMP3 | 34 | Inter Europol Competition | Tim Creswick Daniel Ali Douwe Dedecker                   | Ligier JS P320               | 20  |
| 42              | GT   | 23 | Absolute Racing           | Carl Wattana Bennett Gregory Bennett Chris van der Drift | Ferrari 296 GT3              | 2   |

### Nur in der Meldeliste
Zu diesem Rennen sind keine weiteren Meldungen bekannt.

### Klassensieger
| Klasse | Fahrer           | Fahrer             | Fahrer       | Fahrzeug        | Platzierung im Gesamtklassement |
| ------ | ---------------- | ------------------ | ------------ | --------------- | ------------------------------- |
| LMP2   | Fred Poordad     | Tristan Vautier    | James Allen  | Oreca 07        | Gesamtsieg                      |
| LMP3   | Stéphane Lémeret | Matteo Quintarelli | Bence Válint | Ligier JS P320  | Rang 9                          |
| GT     | Yudai Uchida     | Esteban Masson     | Daniel Serra | Ferrari 296 GT3 | Rang 14                         |

### Renndaten
- Gemeldet: 42
- Gestartet: 42
- Gewertet: 35
- Rennklassen: 3
- Zuschauer: unbekannt
- Wetter am Renntag: warm und trocken
- Streckenlänge: 5,543 km
- Fahrzeit des Siegerteams: 4:01:12,694 Stunden
- Gesamtrunden des Siegerteams: 103
- Gesamtdistanz des Siegerteams: 570,929 km
- Siegerschnitt: unbekannt
- Pole Position: Giorgio Roda – Oreca 07 (#22) – 1:53,197
- Schnellste Rennrunde: Harry King – Oreca 07 (#91) – 1:53,102
- Rennserie: 1. Lauf zur Asian Le Mans Series 2025